# Суперъяхта

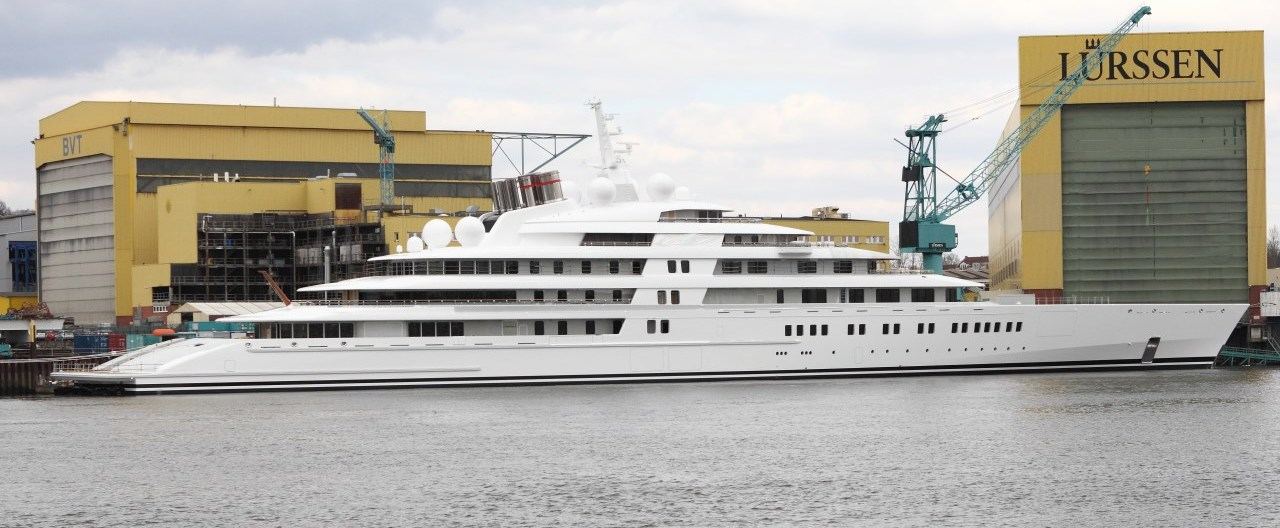
Azzam, самая длинная суперъяхта в мире по данным на 2020 год, принадлежит эмиру Абу-Даби Халифе ибн Заиду Аль Нахайяну

Суперъяхта — большая прогулочная яхта, максимально технически оснащённая для безопасного плавания в океанах.
Термин «суперъяхта» не имеет формального определения, обычно к этому классу относят судна длиной как минимум 24 метра, верхний предел не ограничен. Обычно в комплектацию суперъяхты, помимо кают, технического блока и мест для персонала, входят вертолётная площадка, бассейны, солярии, тренажёрные залы, катера, кинотеатр. Экипаж большой прогулочной яхты составляет от 50 до 100 человек, из которых половина находится на борту, а другая — на берегу в постоянной готовности.

## Стоимость
Такие яхты стоят десятки, а иногда и сотни миллионов евро. Так, по данным на 2017 год, построенная на верфи Amels яхта модели Limited Edition 188 длиной 58 метров и тоннажем 970 тонн могла стоить примерно 58 миллионов евро. Limited Edition 272 при длине 83 метра и тоннаже 2827 тонн могла стоить уже 169 миллионов евро. Цена суперъяхты зависит не только от размера, но и от того, насколько сложны техническое оснащение и дизайн интерьеров.
Годовые операционные расходы обычно составляют около 15 % стоимости яхты.

## Рынок
В 2021 году количество заказов на суперъяхты в мире составило 821 единицу. Около трети из 200 крупнейших яхт в мире принадлежат жителям Среднего Востока. Они используют свои яхты не только для отдыха, но и для проведения конференций и бизнес-переговоров. Многие владельцы суперъяхт сдают их в аренду, чтобы частично покрыть высокие затраты на их обслуживание и содержание. Очень часто они сами проводят на их борту не более 2 месяцев. Цена на аренду суперъяхты может варьироваться от 20 тыс. долларов до 4 млн долларов в неделю.

## «Русский» стиль
Российские владельцы предпочитают яхты увеличенных размеров. По данным издания SuperYacht Times на 2021 год, средняя длина яхт россиян составляла 61 м, для американцев — 53 м. Россияне также отличаются более экстравагантными вкусами в оформлении яхт. Так, яхта Phi, принадлежащая неназванному российскому бизнесмену, включает «огромный винный погреб», а 100-метровая яхта Axioma (владелец — Дмитрий Пумпянский) имеет 3D-кинотеатр, двухэтажный салон и акваспуск, ведущий с верхней палубы в море.

## Кризис 2022 года
Начало военных действий на Украине весной 2022 года привело к кризису на рынке суперъяхт. По оценке агентства Bloomberg, с введением международных санкций против российских олигархов, власти европейских стран и США арестовали не менее 16 суперъяхт общей стоимостью около $2 млрд. В том числе: Dilbar (предположительный владелец — Алишер Усманов), Tango (Виктор Вексельберг) и Scheherazade, связанная с Владимиром Путиным и оцениваемая в $700 млн.
По состоянию на начало 2022 года примерно 10 % суперъяхт принадлежало россиянам. Поэтому введение санкций против лиц, приближенных к Владимиру Путину, может привести к кризису на рынке занятости в яхтенном судостроении и обслуживании яхт. По мере того, как поиск собственности вышеуказанных лиц продолжается, конструкторов яхт, владельцев судостроительных компаний и обслуживающий персонал могут ждать трудные времена. Большинство верфей, расположенных в Северной Европе, предпочли отказаться от сотрудничества со всеми россиянами, а не только попавшими под санкции, поскольку обнаружить реальных владельцев яхт не всегда просто. Зачастую уже построенные яхты россиян застревают в портах без движения, поскольку работники обслуживания не желают иметь с ними дела. По словам аналитика компании VesselsValue Сэма Такера:
Никто доподлинно не знает, кто ими владеет, поэтому их невозможно легально продать, над ними невозможно работать, их невозможно транспортировать. Что тут поделать? Они просто застряли на верфях.Оригинальный текст (англ.)No-one knows quite who owns this and you can't legally sell it. You can't work on it. You can't move it. What do you do? It's kind of just stuck in the shipyards
Эту точку зрения разделяет яхт-брокер из Флориды Боб Денисон (Bob Denison):
Конечно, мы должны соблюдать политику нашего правительства в отношении России.Оригинальный текст (англ.)We would of course need to honour our country's position on Russia

### Комментарии
1. ↑  Задержана британскими властями в порядке санкций после начала российского вторжения на Украину.
2. ↑  В 2022 г. задержана в Гибралтаре. В конце августа 2022 года по решению гибралтарского суда выставлена на продажу с аукциона. Вырученные средства пойдут американскому банку JP Morgan для погашения долга Пумпянского в 20 млн долларов. Рыночная стоимость яхты оценивается в 75 млн долларов[8].
3. ↑  Вскоре после начала вторжения России на Украину при Министерстве юстиции США было создано межведомственное подразделение KleptoCapture, предназначенное для розыска и отчуждения собственности российских олигархов